# Вайлет в стране чудес
«Вайлет в стране чудес» (англ. Wonderwell) — итало-американский художественный фильм-притча в жанре фэнтези режиссёра Влада Марсавина и продюсера Фреда Руса по рассказу Вильяма Брукфилда «Водоворот Сновидений» (англ. Drainhole Dreaming). Главные роли в фильме сыграли Кэрри Фишер, Рита Ора, Кира Милвард и Нелл Тайгер Фри. Последний фильм актрисы Кэрри Фишер.

## Синопсис
Двенадцатилетняя Вайлет (Кира Милвард), имеющая волшебную связь с цветами, живет в Италии со своими родителями и старшей сестрой Саванной. Когда Саванну выбирают лицом модного бренда всемирно известного дизайнера Яны, семья отправляется в средневековую деревню для первой фотосессии. Почувствовав себя обделённой вниманием, Вайлет уходит в близлежащий лес, где встречает загадочную ведьму Хейзел. Когда Вайлет ей признаётся, что хотела бы поскорее стать взрослой, Хейзел провожает её к порталу, служащему мостом между детством и юностью. Едва не будучи съеденной мифическим лесным существом, с помощью волшебного ключа, переданного ей Хейзел, пройдя сквозь немыслимые испытания, Вайлет обретает силу, о которой не подозревала, и получает возможность заглянуть в своё будущее, не сразу поняв, что это дорога в один конец.

## В ролях
- Кэрри Фишер — Хэйзел
- Рита Ора — Яна
- Кира Милвард — Вайлет
- Нелл Тайгер Фри — Саванна
- Себастьян Крофт — Дэниэле
- Винсент Спано — Франко
- Меган Доддс — Хлоя
- Ллойд Оуэн — Адам
- Никколо Бесио — Энрико

## Производство
Натурные съёмки фильма проходили в Тоскане и Риме в Италии в октябре-декабре 2016 года, а студийные — в Чинечитта в Риме с декабря 2016 по февраль 2017 года. В фильме впервые снялась молодая английская актриса Кира Милвард.
Яну сыграла известная британская поп-певица албанского происхождения Рита Ора.
Все сцены с Кэрри Фишер были сняты за два месяца до её кончины. «Вайлет в стране чудес» — её последний фильм.
Центральная музыкальная тема фильма написана Анджело Бадаламенти. «Вайлет в стране чудес» — последняя работа композитора, наиболее известного по многолетнему сотрудничеству в режиссером Дэвидом Линчем.
Вследствие перерывов в финансировании работа по постпродакшн и видеоэффектам продлилась до начала 2020 года, когда вследствие введенных ковидных ограничений основные работы почти готовой картины были приостановлены на несколько месяцев.

## Прокат
14 июня 2023 американский журнал «Deadline» опубликовал анонс скорого выхода картины, а 16 июня 2023 опубликовал официальный театральный постер и первый полноценный трейлер фильма.
Картина вышла в ограниченный театральный прокат в США через Vertical Entertainment, а также появилась на основных онлайн платформах в США, Великобритании, Канаде и Ирландии 23 июня 2023 года.
24 ноября 2023 года картина вышла в Германии, Австрии, Швейцарии, Польше, Чехии, Словакии и в странах Бенилюкс.

## Восприятие
Выход последнего фильма с Керри Фишер был с энтузиазмом встречен как поклонниками актрисы и любителями фантазийного жанра, так и многими крупнейшими изданиями — Deadline Hollywood, Hollywood Reporter, Rolling Stone и People, однако впоследствии мнения как критиков, так и аудитории разделились из-за художественного языка фильма, полного недосказанности и метафор.
Майк Хаберфельнер назвал «Вайлет в стране чудес» «визуально потрясающим фильмом, полных впечатляющих декораций», «смесью истории о совершеннолетии, мрачной сказки и триллера», в котором «хорошо проработанные персонажи воплощены подходящим актерским составом, что делает фильм захватывающим и довольно необычным приключением» и «очень достойной лебединой песней Кэрри Фишер».
Портал WorldFilmGeek написал, что «Wonderwell — это потрясающий и эмоционально заряженный фэнтезийный фильм…», «Последняя роль Кэрри Фишер — это пример потрясающей игры Голливудской иконы и актрисы, которая не только безусловно любит свою работу, но и переносит свою образцовую личность в жизни на экран. Мы все ещё грустим по Кэрри Фишер, но лучшего прощания, чем этот фильм, не могло и быть».